# Парри (гора)
Парри (англ. Mount Parry) — гора на острові Брабант, висотою 2520 м, в Архіпелазі Палмера у Західній Антарктиді.

## Загальні відомості
Гора розташована в центральній частині острова Брабант, ближче до його західного берега і є найвищою його вершиною, з абсолютною і відносною висотою — 2520 м (за абсолютною висотою займає 36-те місце в Антарктиці та 8-ме — за відносною). Розташована майже за 65 км на північ від найближчої вищої вершини — Франсе (2760 м), майже за 6 км від західного узбережжя (точка Майнот Поінт), та більш ніж за 10 км від східного узбережжя (затока Каяк).
Парри має круті і частково вільні від льоду північні та західні схили. Північно — північно-західні схили увінчує льодовик Джерассі, східні — Маккензі, південно — південно-східні — Баланстра та південно-західні — льодовик Пирогов.

## Відкриття та дослідження
Пік ймовірно був вперше відкритий та названий у 1828 році капітаном Британського Королівського військово-морського флоту Генрі Фостером, який очолив Британську військово-морську експедицію (1828—1831) на кораблі Чантіклерв Південній Атлантиці, і з тих пір отримала міжнародне використання.
Гора Парри була вперше підкорена 30 жовтня 1984 року членами британської Експедиції об'єднаних служб (1984—1985) на чолі з Джоном Фурсе.